# В'ячеславова Олена Анатоліївна
Олена Анатоліївна В'ячесла́вова (нар. 12 жовтня 1958, Кізел) — український мистецтвознавець і педагог; член Луганської організації Національної спілки художників України з 2003 року.

## Біографія
Народилася 12 жовтня 1958 року в місті Кізелі (нині Пермський край, Росія). 1985 року закінчила Ленінградський інститут живопису, скульптури та архітектури імені Іллі Рєпіна.
Упродовж 1986—1998 років завідувала відділом сучасного мистецтва Луганського художнього музею; з 1999 року викладала на кафедрі філософії Луганського аграрного університету, одночасно з 2003 року працювала у Луганській організації Національної спілки художників України.

## Наукова діяльність
Наукові дослідження у галузі сучасного українського мистецтва, культурології, естетики, філософії мистецтва. Уклала каталог «Александр Фильберт» (Луганськ, 1992); авторка статей в альбомах «НСХУ. 1991–2001» (Київ, 2002) та «Олександр Фільберт» (Київ; Луганськ, 2004). У журналі «Образотворче мистецтво» опублікувала низку досліджень, зокрема:
- «Досвід національної метафізики» (2002, № 4);
- «З думкою поетичною і щирою» (2002, № 4);
- «Пластичні рішення Євгена Чумака» (2002, № 4);
- «Не стільки відчута, скільки вгадана правда» (2003, № 1);
- «Жити в просторі, відкритому до Неба» (2003, № 3);
- «Рух. Спокій. Зосередженість» (2004, № 1).

Авторка статей про луганських митців в Енциклопедії сучасної України.